# Slovakiaring
Slovakiaring, Slovakia Ring (znany też jako Automotodróm Slovakia Ring) – tor wyścigowy o długości 5,922 km położony niedaleko wsi Orechová Potôň, prawie 40 km na południowy wschód od stolicy Słowacji, Bratysławy. Budowany był w latach 2008 – 2009. Obszar obiektu zbliżony jest kształtem do trójkąta prostokątnego. Obok niego znajduje się akademia jazdy.
W 2014 roku, ze względu na dużą liczbę wypadków, zostało zlikwidowane drugie wzniesienie.